# شون بول
شون بول (بالإنجليزية: Sean Paul)‏ (ولد 9 يناير 1973)، هو فنان موسيقي جمايكي من كنغستون. والده برتغالي من أصول شرقية يهودية وأمه جمايكية من أصول صينية.
بدأ شون حياته كلاعب بولو ماء محترف، حيث مثل منتخب جمايكا لبولو الماء من سن 12 سنة حتى 21 سنة.
اعتزل شون بول الرياضة سنة 1994 واتجه لإنتاج وكتابة الأغاني هو وأخوه الأصغر «جيسون» وصديقه المنتج «ستيف واتسون» أصدر شون بول أول أغنية له سنة 1996 بعنوان Baby Girl. حققت هذه الأغنية نجاحًا محليًا في جمايكا.
في بداية سنة 1997 بدأ شون بول في كتابة الأغاني لعدة فنانين كبار مثل «دي أم أكس» و«بيني مان» و«واين مارشال» و«باستا رايمس».
أصدر شون بول أول البوم له سنة 2000 بعنوان ستيج وان ولكن هذا الألبوم لم يحقق نجاحًا كبيرًا إذ بيعت 300,000 نسخة فقط.
في سنة 2002 أصدر شون بول ثاني ألبوم له وعنوَّنَهُ Dutty Rock. حاز هذا الألبوم على جائزة الغرامي لأفضل البوم ريغاي لعام 2004.

## ديسكوغرافيا

### الألبومات
| اسم الألبوم | معلومات وتاريخ الإصدار |
| ----------- | --- |
| ستيج وان    | اصدر في 28 مارس 2000 وباع 300,000 نسخة فقط. واحتل المركز 55 في البيلبورد                                                                                          |
| دوتي روك    | اصدر في 24 سبتمبر 2002. وباع ستة ملايين نسخة. واحتل المركز الثامن في البيلبورد والمركز الثاني في إنجلترا. وحاز الألبوم على جائزة جرامي أفضل البوم ريغاي لعام 2002 |
| ذا ترينتي   | صدر في 27 سبتمبر 2005 وباع اربع ملايين ونصف نسخة. واحتل المركز السابع في البيلبورد والعاشر في إنجلترا. وحصل على جائزة بيلبورد أفضل البوم ريغاي لعام 2005          |

### الأغاني
| السنة | اسم الأغنية                  | المركز في الولايات المتحدة والمملكة المتحدة |
| ----- | ---------------------------- | ------------------------------------------- |
| 2000  | Deport Them                  | (80)(-)                                     |
| 2002  | Gimme The Light              | (7)(5)                                      |
| 2003  | جيت بيزي                     | (1)(1)                                      |
|       | لايك جلو                     | (1)(1)                                      |
|       | بيبي بوي                     | (1)(1)                                      |
|       | بريذ                         | (70)(1)                                     |
| 2004  | آي آم ستيل إن لوف ويز يو     | (14)(6)                                     |
| 2005  | وي بي برنن                   | (6)(2)                                      |
|       | إيفر بلازين                  | (-)(12)                                     |
| 2006  | درجة حرارة                   | (1)(11)                                     |
|       | كراي بيبي كراي               | (-)(71)                                     |
|       | نيفر غانا بي ذا سيم          | (-)(22)                                     |
|       | جيف إت أب تو مي              | (3)(31)                                     |
|       | بريك إت أوف                  | (9)(-)                                      |
| 2007  | جف إت تو يو                  | (114)(-)                                    |
|       | Push It Baby I Wanna See You | (51)(79)                                    |
|       | واتش ذيم رول                 | (-)(-)                                      |

## جوائز
| تاريخ الجائزة | نوعها واسم العمل المرشح                                                  |
| ------------- | ------------------------------------------------------------------------ |
| 2003          | MuchMusic Video Awards - Best International Artist Video - "لايك جلو"    |
| 2004          | Grammy Award - Best Reggae Album (دوتي روك)                              |
| 2005          | Billboard Music Award - Selling Reggae Artist of the Year                |
| 2005          | Billboard Music Award - Top Selling Reggae Album of the Year (ذا ترينتي) |
| 2006          | Priya Awards- Best Hardman                                               |
| 2006          | American Music Awards- Favorite Pop/Rock Male Artist                     |
| 2006          | Billboard Music Awards - Hot 100 single of the year "درجة حرارة"         |
| 2007          | Jamaican Awards - Best male reggae singer                                |

## وصلات خارجية
- شون بول على موقع IMDb (الإنجليزية)
- شون بول على موقع ميوزك برينز (الإنجليزية)
- شون بول على موقع إن إن دي بي (الإنجليزية)
- شون بول على موقع أول ميوزيك (الإنجليزية)
- شون بول على موقع ديسكوغز (الإنجليزية)
- شون بول على موقع ديسكوغز (الإنجليزية)
- شون بول على موقع قاعدة بيانات الفيلم (الإنجليزية)
- موقع شون بول الرسمي